# Госта Шварк
Госта Ернст Пол Шварк (на датски: Gösta Ernst Poul Schwarck; 1915 – 2012) е датски композитор и бизнесмен. Известен е най-вече с дейността му като импресарио.

## Биография
Шварк е роден в с. Албек (Ahlbeck) на балтийския остров Узедом в Прусия, Германска империя, днес в община Херингсдорф (Heringsdorf), провинция Мекленбург – Предна Померания, в артистично семейство (на германец и датчанка) на 14 септември 1915 г. Неговият баща е диригентът Ернст Пол Шварк, а майка му е оперната певица Маргарита Бриан Шварк.
Работи от началото на 1930-те насам като композитор, търговски служител и диригент на самодеен хор във войската.
В началото на 1950 г. и през десетилетието организира първия национален конкурс за красота в Дания. Неговата организация става официален представител в Дания на конкурсите „Мис Вселена“, „Мис Свят“ и „Мис Европа“. От 1957 г. насам е международен импресарио за класически музикални събития чрез своята компания International Concert Management, по-късно известна като Dr. Gösta Schwarck International.
През годините е награждаван с ордени, медали и правителствени отличия от България, Германия, Израел, Русия, САЩ, СССР, Унгария, Франция и Чехия. Удостоен е със званието „Почетен доктор по музика“ от Чикагската консерватория (днес Музикална консерватория на Чикагския колеж за сценични изкуства) през 1977 г.
През 2008 г. е удостоен с орден „Свети свети Кирил и Методий“ от президента на България за огромната му работа в организирането на концерти за няколко хиляди български музикални изпълнители през годините на Студената война и след това, общо 50 години.